# Pop delavnica 1984
Finale II. Pop delavnice je potekal 31. maja 1984 v Rdeči dvorani v Velenju. Prireditev je vodil Vinko Šimek. Za nagrade se je potegovalo 16 tekmovalnih skladb, v spremljevalnem programu pa so nastopili Rendez-vous, Novi fosili in Jaka Šraufciger (Šimekov lik).

## Tekmovalne skladbe
| #   | Naslov pesmi              | Izvajalec                        | Avtorji (glasba/besedilo/aranžma)            |
| --- | ------------------------- | -------------------------------- | -------------------------------------------- |
| 1.  | Greva kam drugam          | Dober dan                        |                                              |
| 2.  | Anabela                   | Modrina                          | Tone Sila/Igor Ribič/Ribič                   |
| 3.  | Ljudje so odšli           | Maraton                          |                                              |
| 4.  | Oglas                     | Romana in 12. nasprotje          |                                              |
| 5.  | Poštar zvoni samo dvakrat | Čudežna polja                    | Edvin Fliser/Gorazd Elvič/Čudežna polja      |
| 6.  | Ne hodi mi preblizu       | Helena Blagne                    | Berti Rodošek/Tatjana Rodošek/B. Rodošek     |
| 7.  | Kriva je le propaganda    | Milan Hribar in Kočevski medvedi | Milan Hribar/Dušan Bižal/Bižal               |
| 8.  | Ljubi me                  | Šank rock                        | Zvone Hranjec/Aleš Uranjek/Uranjek           |
| 9.  | Vrnitev                   | Delirium                         |                                              |
| 10. | Dež na radiu              | Eleonora Ipavec in Avtomobili    | Mirko Vuksanović/Marko Vuksanović/M. Morin   |
| 11. | Ob šanku                  | Janez Bončina                    | Janez Bončina/Branko Kastelic/Grega Forjanič |
| 12. | Želim si na Jamajko       | Gu-Gu                            | Milan Ilić/Tomo Jurak/Karel Novak            |
| 13. | To noč si love machine    | Miha Kralj                       | Miha Kralj                                   |
| 14. | Tina                      | Bazar                            | Danilo Kocjančič/Drago Mislej/Bazar          |
| 15. | Špricer blues             | Tomaž Domicelj                   | Tomaž Domicelj/Dečo Žgur/Žgur                |
| 16. | Ali še luč gori?          | F+                               | Tadej Hrušovar/Dušan Velkaverh/Hrušovar      |

## Nagrade
- Nagrada strokovne žirije (revija Stop): Ob šanku (Janez Bončina/Branko Kastelic) – Janez Bončina
- Nagrade občinstva:
  - 1. nagrada: Želim si na Jamajko – Gu-Gu
  - 2. nagrada: Ali še luč gori? – F+
  - 3. nagrada: Poštar zvoni samo dvakrat − Čudežna polja
- Nagrada izvajalcu, ki je prejel največje število glasov v Rdeči dvorani (Združenje glasbenikov Harmonija): Šank rock
- Nagrada za najboljši nastop (ljubljanska podružnica Lire): Gu-Gu

O nagradah občinstva so odločali glasovi žirij poslušalcev 6 slovenskih lokalnih radijskih postaj (Maribor, Nova Gorica, Koper, Brežice, Murska Sobota in Tržič) ter glasovi občinstva v Rdeči dvorani. Po glasovanju radijskih žirij so s 16 točkami vodila Čudežna polja, ki pa od občinstva v dvorani niso dobila niti ene točke in so pristala na 3. mestu. Dvorana je največ (12) točk namenila Šank rocku, drugi so bili Gu-Gu, tretji pa F+.

## Predtekmovalne radijske oddaje
V okviru serije 11 oddaj z naslovom Pop delavnica, ki so potekale vsak drugi ponedeljek (v maju pa vsak ponedeljek) od 16. januarja do 21. maja na I. programu Radia Ljubljana, povezoval pa jih je Vinko Šimek (v njegovi odsotnosti pa Mirko Bogataj), so poslušalci z glasovanjem z glasovalnimi kuponi revije Stop vsak teden izbrali enega finalista (vsega skupaj 10). V vsaki oddaji se je za mesto v finalu potegovalo 10 pesmi: prvi teden 11 novih, vsak nadaljnji teden pa 5 novih in 5 najboljših (nezmagovalnih) predhodnega tedna. V oddajah se je predstavilo 61 novih skladb (dobra polovica izvajalcev se je predstavila s svojim prvim posnetkom).
1. oddaja (16. 1. 84)
| Skladba                    | Izvajalec     | Št. glasov |
| -------------------------- | ------------- | ---------- |
| Ljubi me                   | Šank rock     | 107        |
| Ljubosumje in ljubezen     | Zvone Kumar   | 19         |
| Aerobic                    | Gu-Gu         | 40         |
| Tiha noč                   | Irena Tratnik | 48         |
| Naša pesem                 | Pepel in kri  | 26         |
| Ženska                     | Splendid      | 18         |
| Čakam njo                  | Ivek Baranja  | 20         |
| Zakaj tujec?               | Drevored      | 37         |
| Ljudje so odšli            | Maraton       | 81         |
| Prave dame                 | Luj Šprohar   | 3          |
| "Vem, koga že dolgo čakaš" | Nore sanje    | 77         |

2. oddaja (30.1.84)
| Skladba                  | Izvajalec      | Št. glasov |
| ------------------------ | -------------- | ---------- |
| Bilo nama je lepo        | Sibila         | 109        |
| Moja šefinja             | Plagiat        | 10         |
| V soboto popoldne        | On in njegovi  | 7          |
| Na ljubljanskih ulicah   | Epitaf         | 20         |
| Še močnejši bom odslej   | Oliver Antauer | 3          |
| Zakaj tujec?             | Drevored       | 60         |
| Aerobic                  | Gu-Gu          | 38         |
| Tiha noč                 | Irena Tratnik  | 61         |
| Vem, koga že dolgo čakaš | Nore sanje     | 143        |
| Ljudje so odšli          | Maraton        | 156        |
| Ljubi me                 | Šank rock      | −          |

3. oddaja (13. 2. 84)
| Skladba                  | Izvajalec        | Št. glasov |
| ------------------------ | ---------------- | ---------- |
| Ničesar ni več           | Branka Kraner    | 120        |
| Punca za vse             | 12. nadstropje   | 32         |
| Arija ljubezni           | Nace Junkar      | 89         |
| Anabela                  | Modrina          | 340        |
| Kamelija                 | Aleksander Mežek | 13         |
| Aerobic                  | Gu-Gu            | 19         |
| Zakaj tujec?             | Drevored         | 109        |
| Tiha noč                 | Irena Tratnik    | 37         |
| Bilo nama je lepo        | Sibila           | 51         |
| Vem, koga že dolgo čakaš | Nore sanje       | 237        |
| Ljudje so odšli          | Maraton          | −          |

4. oddaja (27. 2. 84)
| Skladba                  | Izvajalec               | Št. glasov |
| ------------------------ | ----------------------- | ---------- |
| Mali tujec               | Laura Budal             | 107        |
| Ostani pri meni nocoj    | Aleksander Jež          | 101        |
| Greva kam drugam         | Dober dan               | 543        |
| Želim si                 | Čokoladna bomba         | 118        |
| Oglas                    | Romana in 12. nasprotje | 240        |
| Bilo nama je lepo        | Sibila                  | 21         |
| Arija ljubezni           | Nace Junkar             | 33         |
| Zakaj tujec?             | Drevored                | 120        |
| Ničesar ni preveč        | Branka Kraner           | 19         |
| Vem, koga že dolgo čakaš | Nore sanje              | 70         |
| Anabela                  | Modrina                 | −          |

5. oddaja (12. 3. 84)
| Skladba                   | Izvajalec                        | Št. glasov |
| ------------------------- | -------------------------------- | ---------- |
| Ne hodi mi preblizu       | Helena Blagne                    | 863        |
| Pot na Koroško            | Duo Kora                         | 32         |
| Ljubezen je barvna paleta | Cintija Fink                     | 6          |
| Danaida                   | Vijolica                         | 160        |
| Kriva je le propaganda    | Milan Hribar in Kočevski medvedi | 22         |
| Ostani pri meni nocoj     | Aleksander Jež                   | 68         |
| Mali tujec                | Laura Budal                      | 442        |
| Želim si                  | Čokoladna bomba                  | 109        |
| Zakaj tujec?              | Drevored                         | 426        |
| Oglas                     | Romana in 12. nasprotje          | 438        |
| Greva kam drugam          | Dober dan                        | −          |

6. oddaja (26. 3. 84)
| Skladba                   | Izvajalec               | Št. glasov |
| ------------------------- | ----------------------- | ---------- |
| Poštar zvoni samo dvakrat | Čudežna polja           | 132        |
| Rock'n'roll lady          | Tatjana Dremelj         | 21         |
| Tihi klici                | Mir                     | 51         |
| Franci                    | Janko Hercan            | 30         |
| Nekoga drugega korak      | Markus 5                | 4          |
| Želim si                  | Čokoladna bomba         | 34         |
| Danaida                   | Vijolica                | 22         |
| Zakaj tujec?              | Drevored                | 140        |
| Oglas                     | Romana in 12. nasprotje | 232        |
| Mali tujec                | Laura Budal             | 31         |
| Ne hodi mi preblizu       | Helena Blagne           | –          |

7. oddaja (9. 4. 84)
| Skladba                   | Izvajalec               | Št. glasov |
| ------------------------- | ----------------------- | ---------- |
| To noč si love machine    | Miha Kralj              | 309        |
| Give it up                | Nalanana                | 306        |
| Želim si na Jamajko       | Gu-Gu                   | 134        |
| Ob šanku                  | Janez Bončina           | 15         |
| Ne govori                 | Avtomobili              | 53         |
| Mali tujec                | Laura Budal             | 17         |
| Želim si                  | Čokoladna bomba         | 11         |
| Tihi klici                | Mir                     | 23         |
| Poštar zvoni samo dvakrat | Čudežna polja           | 158        |
| Zakaj tujec?              | Drevored                | 140        |
| Oglas                     | Romana in 12. nasprotje | –          |

8. oddaja (23. 4. 84)
| Skladba                   | Izvajalec        | Št. glasov |
| ------------------------- | ---------------- | ---------- |
| Tina                      | Bazar            | 290        |
| Dve, tri o semaforju      | Neca Falk        | 5          |
| Mary Ann                  | Oto Pestner      | 36         |
| Ali še luč gori?          | F+               | 66         |
| Moja pesem ni le moja     | Jolanda Anžlovar | 8          |
| Ne govori                 | Avtomobili       | 9          |
| Želim si na Jamajko       | Gu-Gu            | 47         |
| Zakaj tujec?              | Drevored         | 139        |
| Poštar zvoni samo dvakrat | Čudežna polja    | 30         |
| Give it up                | Nalanana         | 55         |
| To noč si love machine    | Miha Kralj       | −          |

9. oddaja (7. 5. 84)
| Skladba              | Izvajalec       | Uvrstitev |
| -------------------- | --------------- | --------- |
| Še vedno mislim nate | Beli med        | 3.        |
| Sandy                | Edvin Fliser    | 7.−10.    |
| Bosa nova            | Flirt           | 7.−10.    |
| Nasmeh je moj vodnik | Bojan in Zdenka | 4.        |
| Objemi me            | Čokoladna bomba | 5.        |
| Mary Ann             | Oto Pestner     | 7.−10.    |
| Želim si na Jamajko  | Gu-Gu           | 2.        |
| Give it up           | Nalanana        | 7.−10.    |
| Ali še luč gori?     | F+              | 1. (505)  |
| Zakaj tujec?         | Drevored        | 6.        |
| Tina                 | Bazar           | –         |

10. oddaja (14. 5. 84)
| Naslov pesmi         | Izvajalec       |
| -------------------- | --------------- |
| Za rojstni dan       | Gorazd Pikunič  |
| Iščeš srečo          | Naslovna stran  |
| Nives                | Marko Bitenc    |
| Vrnitev              | Delirium        |
| Pridi                | Ten             |
| Zakaj tujec?         | Drevored        |
| Objemi me            | Čokoladna bomba |
| Nasmeh je moj vodnik | Bojan in Zdenka |
| Še vedno mislim nate | Beli med        |
| Želim si na Jamajko  | Gu-Gu           |
| Ali še luč gori?     | F+              |

11. oddaja (21. 5. 84)

Novosti zadnjega tedna so bile:
| Naslov pesmi                         | Izvajalec                    |
| ------------------------------------ | ---------------------------- |
| Galaxia                              | Milan Petrovič               |
| Zadnja pesem                         | Heroji tretje svetovne vojne |
| Tam, kjer sreča in ljubezen sta doma | Franci Pirš                  |
| Dež na radiu                         | Eleonora Ipavec              |
| Špricer blues                        | Tomaž Domicelj               |

Prvih 10 finalistov so torej izbrali poslušalci:
| #   | Naslov pesmi           | Izvajalec               |
| --- | ---------------------- | ----------------------- |
| 1.  | Ljubi me               | Šank rock               |
| 2.  | Ljudje so odšli        | Maraton                 |
| 3.  | Anabela                | Modrina                 |
| 4.  | Greva kam drugam       | Dober dan               |
| 5.  | Ne hodi mi preblizu    | Helena Blagne           |
| 6.  | Oglas                  | Romana in 12. nasprotje |
| 7.  | To noč si love machine | Miha Kralj              |
| 8.  | Tina                   | Bazar                   |
| 9.  | Ali še luč gori?       | F+                      |
| 10. | ?                      | ?                       |

Preostalih 6 pa je izbrala strokovna komisija:
| #   | Naslov pesmi              | Izvajalec                        |
| --- | ------------------------- | -------------------------------- |
| 11. | Poštar zvoni samo dvakrat | Čudežna polja                    |
| 12. | Kriva je le propaganda    | Milan Hribar in Kočevski medvedi |
| 13. | Ob šanku                  | Janez Bončina                    |
| 14. | ?                         | ?                                |
| 15. | ?                         | ?                                |
| 16. | ?                         | ?                                |